# Christoffer Freijtag
Christoffer Ulrik Freijtag, född 27 december 1754 i Husby socken, död 26 april 1827 i Västerås, var en svensk militär.
Christoffer Freijtag var son till major Johan Christoffer Freijtag och Ulrika Gyllencreutz. Han blev volontär vid Dalregementet 1765, furir där 1767, sergeant 1773, stabsfänrik 1779, stabslöjtnant 1780 och kapten vid Savolax fotjägarregemente. Freijtag blev major vid Livregementsbrigadens lätta infanteri 1791, överstelöjtnant där 1792 och var 1795–1808 överste och sekundchef för Livregementsbrigadens grenadjärkår. Han var stiftande ledamot av Krigsvetenskapsakademien 1796. Freijtag blev 1789 riddare av Svärdsorden.